# ادوار دروان دو لوییس
ادوار دروان دو لوییس (انگلیسی: Édouard Drouyn de Lhuys; ۱۹ نوامبر ۱۸۰۵ – ۱ مارس ۱۸۸۱) سیاستمدار، و دیپلمات اهل فرانسه بود.
وی همچنین برندهٔ جوایزی همچون لژیون دونور (صلیب بزرگ) شده‌است.